# Aituaria
Aituaria là một chi nhện trong họ Nesticidae.

## Các loài
- Aituaria nataliae Esyunin & Efimik, 1998
- Aituaria pontica (Spassky, 1932)